# Teslim-Balogun-Stadion

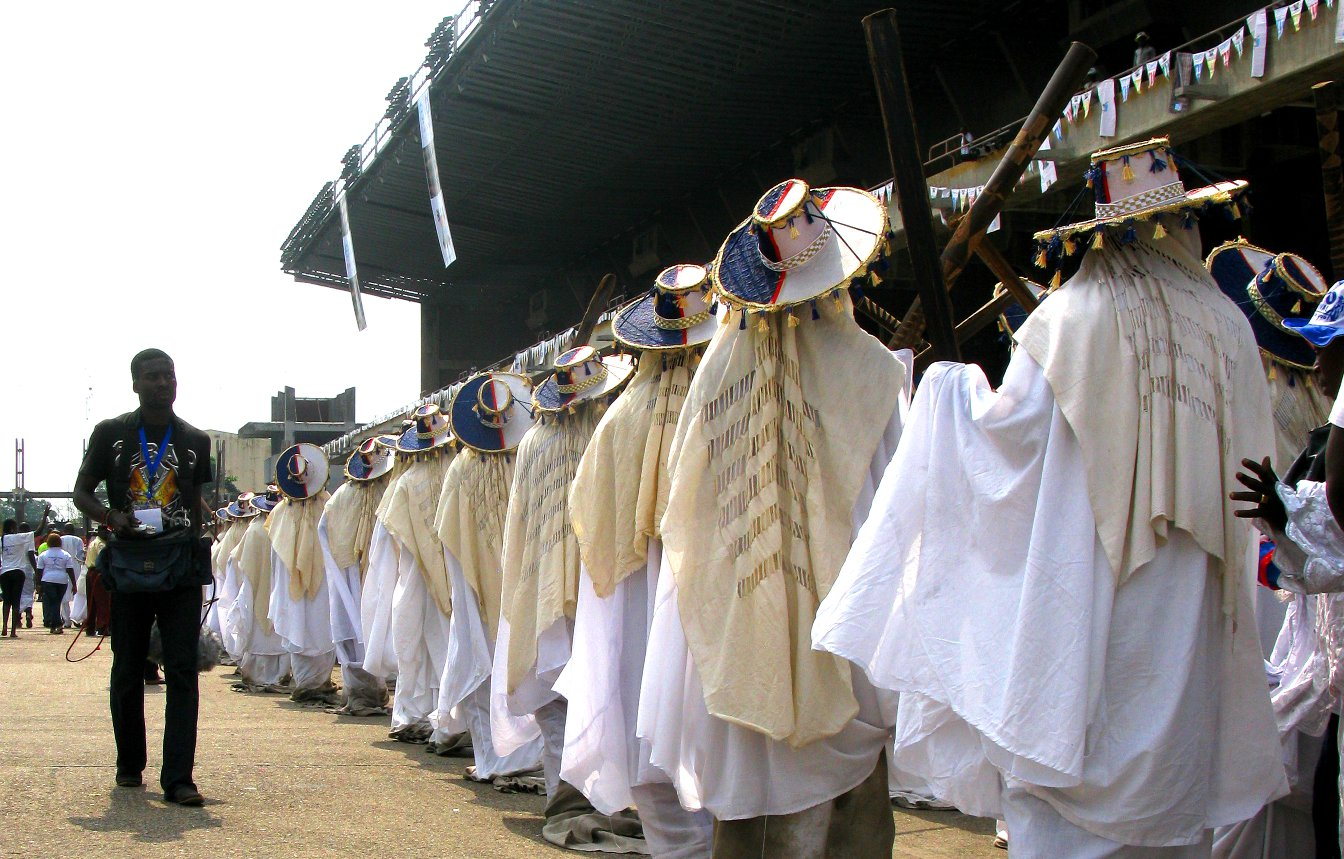
Das Eyo Festival im Teslim-Balogun-Stadion (2011)

Das Teslim-Balogun-Stadion ist ein Fußballstadion im nigerianischen Surulere, Bundesstaat Lagos. Es ist die Heimspielstätte des Fußballvereins First Bank FC. Es bietet 24.325 Plätze und wird auch für internationale Spiele genutzt. Einmal wurde es als das Endspielort des Nigeria FA Cups, kurz bevor es die Spiele der U-17-Fußball-Weltmeisterschaft 2009 beheimatete, die in Nigeria abgehalten wurde. Die meisten nigerianischen Stadien erlauben mehr Zuschauer im Stadion als die offizielle Kapazität es zulässt. Es steht nahe dem Surulere Stadium.